# Abri du Martinet
L'abri du Martinet est un abri sous roche et un site préhistorique du Mésolithique situé à Sauveterre-la-Lémance, en Lot-et-Garonne, en Nouvelle-Aquitaine, en France. La commune a donné son nom au Sauveterrien, une industrie du Mésolithique.

## Historique
L'abri du Martinet est un site de la vallée de la Lémance, situé au lieu-dit du Martinet, à Sauveterre-la-Lémance. Il a été découvert en 1922 par le préhistorien Laurent Coulonges, qui en a tiré en 1928 le nom de Sauveterrien, une industrie du Mésolithique ancien précédant le Tardenoisien.

## Description
L'abri du Martinet est un abri sous roche large d'environ 15 mètres, situé sous un surplomb rocheux qui l'abrite en majeure partie, exposé au Sud.

## Vestiges
Le site a livré de nombreux microlithes sauveterriens.
Laurent Coulonges distingue une phase ancienne du Mésolithique, caractérisée par la présence d’armatures microlithiques triangulaires et qu'il dénomme Sauveterrien, et une phase plus récente, marquée par le développement des trapèzes et qu’il rattache au Tardenoisien, industrie qui avait été identifiée en France dès la fin du XIXe siècle.

## Protection
Le site a été classé au titre des monuments historiques en 1932.

## Musée
Le musée de préhistoire Laurent Coulonges de Sauveterre-la-Lémance présente les vestiges archéologiques trouvés sur le site.